# Paul Erdmann Isert
|  | Dieser Artikel wurde aufgrund von formalen oder inhaltlichen Mängeln in der Qualitätssicherung Biologie zur Verbesserung eingetragen. Dies geschieht, um die Qualität der Biologie-Artikel auf ein akzeptables Niveau zu bringen. Bitte hilf mit, diesen Artikel zu verbessern! Artikel, die nicht signifikant verbessert werden, können gegebenenfalls gelöscht werden. Lies dazu auch die näheren Informationen in den Mindestanforderungen an Biologie-Artikel. |

Paul Erdmann Isert (* 1756 in Angermünde, Königreich Preußen; † 21. Januar 1789, Dänisch-Westafrika) war ein preußischer, deutscher Arzt, Botaniker und Ornithologe sowie Kolonialbeamter in dänischen Diensten.

## Leben
Er wurde in Angermünde, Brandenburg geboren, erhielt aber seine Ausbildung wahrscheinlich in Dänemark. Als erster Wissenschaftler entdeckte er im heutigen Ghana die Vogelart Schildturako (Musophaga violacea). Ebenso bekannt wurde er durch seine Bemühungen, den dänisch-norwegischen Sklavenhandel zu beenden.

## Veröffentlichungen
- Paul Erdmann Isert: Neue Reise nach Guinea und den Caribäischen Inseln in Amerika in den Jahren 1783 bis 1787 nebst Nachrichten von dem Negerhandel in Afrika, Postum, Berlin und Leipzig 1790